# Ali Thani
Ali Thani Juma'a Al-Ehawi (Sardzsa, 1968. augusztus 18. –) egyesült arab emírségekbeli válogatott labdarúgó.

## Fordítás
- Ez a szócikk részben vagy egészben  az   Ali Thani Jumaa című angol Wikipédia-szócikk fordításán alapul.  Az eredeti cikk szerkesztőit annak laptörténete sorolja fel. Ez a jelzés csupán a megfogalmazás eredetét és a szerzői jogokat jelzi, nem szolgál a cikkben szereplő információk forrásmegjelöléseként.